# 脑实质出血
脑实质出血（cerebral parenchymal hemorrhage）又称脑实质内出血（cerebral intraparenchymal hemorrhage，IPH），是脑组织出血，属于脑出血的一种。另一种脑出血的形式是脑室出血。
脑实质出血可由多种疾病引起，其总数约占所有中风的 8-13%。脑内出血和伴随的水肿可能会破坏或压迫邻近的脑组织，导致神经功能障碍。脑实质的大量移位可能导致颅内压升高和潜在的致命脑疝综合征。因此，脑实质出血比缺血性中风或蛛网膜下腔出血更容易导致死亡或严重残疾，因此也被视为更需要重视的急诊状况。

## 临床症状
脑实质出血的临床表现取决于出血的程度和部位，但可能包括以下内容：
- 高血压、发烧或心律失常
- 颈项强直
- 视网膜下出血
- 意识水平改变
- 瞳孔歧化或眼球震颤
- 局部神经功能缺损

不同出血部位也会带来对应的症状：
- 壳核 - 对侧偏瘫、对侧感觉丧失、对侧共轭凝视麻痹、同侧偏盲、失语症或失用症
- 丘脑 - 对侧感觉丧失、对侧偏瘫、凝视麻痹、同侧偏盲、瞳孔缩小、失语或精神错乱
- 脑叶 - 对侧偏瘫或感觉丧失、对侧共轭凝视麻痹、同侧偏盲、意识丧失、失语症或失用症
- 尾状核 - 对侧偏瘫、对侧共轭凝视麻痹或意识模糊
- 腦幹 - 四肢轻瘫、面部无力、意识水平下降、凝视麻痹、眼球摆动、瞳孔缩小或自主神经不稳定
- 小脑 - 共济失调（通常始于躯干），同侧面部无力，同侧面部感觉丧失，凝视麻痹，斜视，瞳孔缩小或意识水平下降

## 诱因
- 高血压
- 动静脉畸形
- 动脉瘤破裂
- 脑淀粉样血管病
- 颅内肿瘤
- 凝血功能障碍
- 缺血性卒中的出血性转化
- 脑静脉血栓
- 拟交感神经药物滥用
- 镰状细胞性贫血症
- 子痫或产后血管病
- 感染
- 血管炎
- 新生儿脑室内出血
- 创伤

对于年轻患者来说，血管畸形，特别是动静脉畸形和海绵状血管瘤是造成出血的更常见原因。此外，静脉畸形也有可能导致脑实质出血。
在老年人群中，导致脑实质出血的最常见病因则是脑淀粉样血管病与脑梗塞以及表层出血。
除此之外，出血性肿瘤则更为复杂。异质性出血常伴有水肿的临床表现，并常常与肿瘤、血管侵犯和新生血管有关。胶质母细胞瘤是最常见的出血原发性恶性肿瘤，而甲状腺、肾细胞癌、黑色素瘤和肺癌是转移性疾病出血的最常见原因。
脑实质出血的其他原因包括缺血性中风的出血性转化。这种转化通常有可能在缺血事件发生后约 24 至 48 小时内出现，不过此类出血很少延伸到脑室系统。

## 病理
非创伤性的脑实质出血最常见的原因是多种因素造成的（例如子痫或药物滥用）高血压损伤血管壁，其次则是由于失血过多的自我调节功能障碍引，例如：再灌注损伤，失温，动脉瘤或动静脉畸形（AVM）破裂，凝血功能障碍，出血性坏死（如肿瘤、感染）以及静脉流出道阻塞（如脑静脉窦血栓）。非穿透性和穿透性颅脑创伤也是脑出血的常见原因。

## 诊断

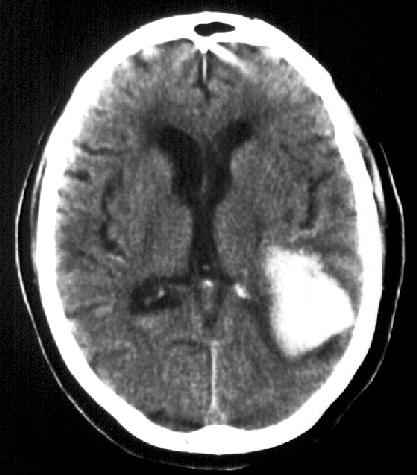
一张脑实质出血的CT影像

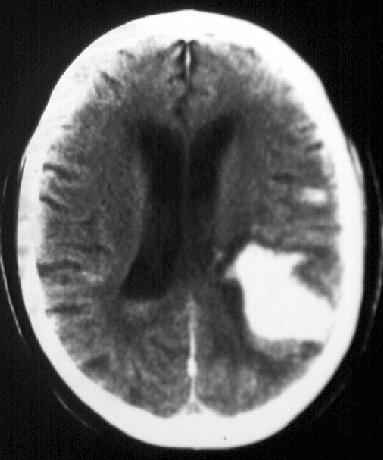
另一张脑实质出血的CT影像

计算机断层扫描 (CT扫描) ：CT扫描是检查大脑内外出血的最佳方法。在一些较大的医院还有条件进行灌注CT扫描来查看大脑中血液流动和不流动的区域。不过如果在症状出现后立即进行CT扫描，可能会显示假阳性的正常结果。
核磁共振成像（MRI扫描） ：特殊的MRI扫描技术（例如扩散MRI ）可以在症状出现后几分钟内就显示缺血性中风的证据。在一些医院，也可以进行灌注MRI扫描来查看大脑中血液流动和不流动的地方。
血管造影：血管造影可以显示血管是否被血块阻塞、血管是否变窄、或者是否存在称为动脉瘤的血管异常。
颈动脉双工超声：颈动脉双工超声是一种用于评估患者是否患有颈动脉粥样硬化或狭窄超声检查。由于这些动脉是颈部为大脑供血的主要血管，颈动脉超声扫描对于评估颅内出血有着一定的参考意义。
经颅多普勒 (TCD) ：经颅多普勒是一直用于检测患者是否患有脑内血管动脉粥样硬化或狭窄的检查，该检查可以用来检查患者血管中是否有栓塞（血凝块）。

## 治疗
脑实质出血是一种严重的疾病，如有征象需要立即就医。治疗目标包括维持生命体征、提供额外支持和控制临床症状。虽然在部分病例中，出血造成的损害有可能通过治疗逆转，但总而言之，脑实质出血依然对生命和生活能力危害性最大的一种脑卒中。
脑实质出血的具体治疗手段取决于出血的位置、程度和原因。有时会进行开颅手术以去除积血、异常血管或肿瘤。除此之外也会使用药物来消肿、预防癫痫、降低血压和控制疼痛。